# 意大利犹太会堂 (伊斯坦布尔)

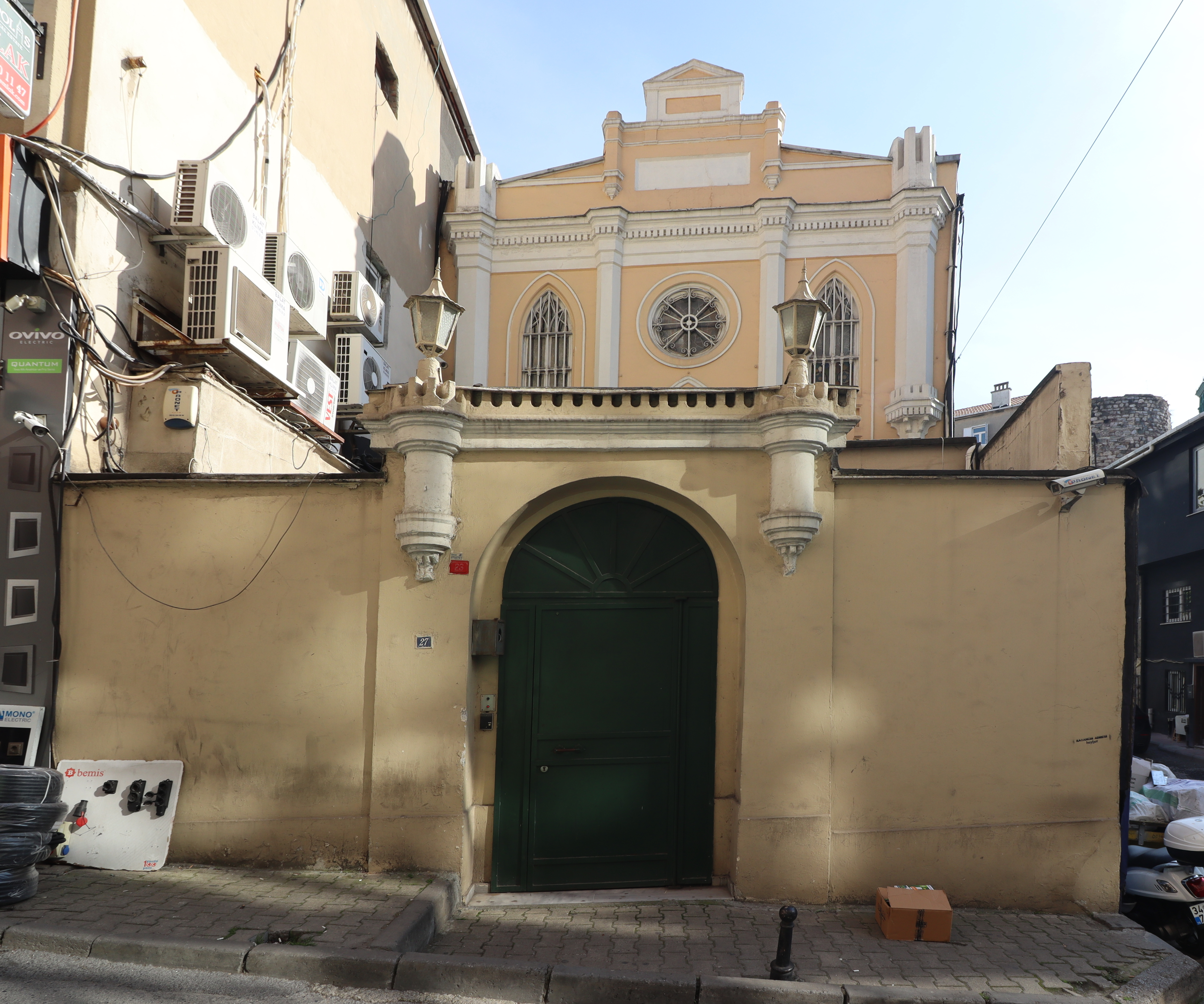
意大利犹太会堂

意大利犹太会堂（İtalyan Sinagogu）是一座犹太会堂，位于土耳其伊斯坦布尔的金角湾北岸，由该市的意大利犹太人兴建于19世纪。1931年拆除旧会堂，在原地另建新会堂